# Sonido 13
Sonido 13 é uma teoria da música microtonal criada pelo compositor mexicano Julián Carrillo em torno de 1900 e descrito por Nicolas Slonimsky como "o campo de sons menores do que os doze semitons da escala temperada". Foi desenvolvida em 1895, enquanto ele estava experimentando com o seu violino.